# مارغريت فوربس
مارغريت فوربس (بالإنجليزية: Margaret Forbes)‏ هي ناشِطة نيوزيلندية، ولدت في 1807، وتوفيت في 13 يناير 1877.